# A Blaze in the Northern Sky
För albumet av Massgrav och Diskonto med samma namn, se A Blaze in the Northern Sky
A Blaze in the Northern Sky är ett studioalbum släppt 1992 av det norska black metal-bandet Darkthrone. Albumet är Darkthrones andra fullängds album och lanserades av skivbolaget Peaceville Records.

## Låtlista
1. "Kathaarian Life Code" – 10:39
2. "In the Shadow of the Horns" – 7:01
3. "Paragon Belial" – 5:24
4. "Where Cold Winds Blow" – 7:26
5. "A Blaze in the Northern Sky" – 4:57
6. "The Pagan Winter" – 6:35

Alla låtar skrivna av Darkthrone.

## Medverkande
Musiker (Darkthrone-medlemmar)
- Fenriz (Gylve Fenris Nagell) – trummor, tal
- Nocturno Culto (Ted Skjellum) – sologitarr, sång
- Zephyrous – rytmgitarr

Bidragande musiker
- Dag Nilsen – basgitarr

Produktion
- Erik Avnskog – ljudtekniker
- Nimbus – mastring
- Dave Pybus – coverdesign
- Tomas Lindberg – logo
- Zephyrous – covermodell